# Alessio Apocauco
Alessio Apocauco o Apocauca (in greco Ἀλέξιος Ἀπόκαυκος?, Alexios Apokaukos; Bitinia, ... – Costantinopoli, 11 giugno 1345) è stato un politico e ammiraglio bizantino.
Uomo avido e spregiudicato di umili natali, divenne nel 1341 capoconsigliere di Anna di Savoia, reggente del trono. Osteggiò Giovanni VI Cantacuzeno, attirandosi l'ira dei bizantini, che lo assassinarono dopo aver invaso la corte.